# やや
やや（1959年9月11日 - ）は、東京都江東区出身の歌手。本名は小島八重子、血液型はB型。1986年のヒット曲「夜霧のハウスマヌカン」で知られる。2014年8月8日「ややレコード」設立。甥はプロゴルファーの小島慶太。

## 来歴
- 実家は鉄工所[1]。両親とも音楽好きなことから、普段から音楽のある環境で育つ[1]。中学生時代より、「ひろみの奥さんになりたい！」と思うほど郷ひろみのファンになる[1]。
- 中学3年の時にアイドルを目指して、日本テレビのオーディション番組『スター誕生!』に友人に誘われて挑戦。最後の5人に残ってテレビの本選に出場し、岡崎友紀の曲『恋するふたり』を歌うも、250点の合格ラインに5点足りず落選。審査員の一人の三木たかしから「今は何とも言えない。でももう一度聴いてみたい」と評されるも、やや本人にはその時点でもう出る気が無くなり、アイドルになりたい思いは続いていたものの『スター誕生!』への挑戦は終了する[1]。
- 高校入学後、5歳上の姉が東京・銀座でスカウトされ、やや本人も一緒について行って一緒にスカウトされてモデル事務所に所属[1]。高校3年生時に松崎しげるの出演する生理用品のCMでデビュー[1]。
- 高校卒業後、『11PM』（日本テレビ 他）のカバーガール、『ズバリ!当てましょう』（フジテレビ）のアシスタントなどを務める[1]。
- 1980年、同年3月20日に公開された映画『宇宙怪獣ガメラ』にて「マーシャ」役で映画デビュー[1]。
- 1982年、覆面ユニット「ヒマラヤ・ミキ＆MODOKEES」として平山三紀の「真夏の出来事」をカバーする。
- 1985年、いとうせいこうがプロデュースしたコンピレーション・アルバム「業界くん物語」に「やや成田」名義で参加し、「夜霧のハウスマヌカン」を歌唱する。
  - 「やや成田」の名前は、当時姉の子供が小さい頃に自分のことを八重子（本名）と呼べず「やや」「やーや」と呼んでいたことと、当時は千葉県富里市在住であり、隣が成田市であったことから、「稍（やや）成田」の意味もある。田舎出身のハウスマヌカンのイメージだった[3]。
- 1986年1月、「やや」名義で「夜霧のハウスマヌカン」をシングル発売し、ソロ歌手としてデビューする。発売当初は低調だったが、テレビ朝日の深夜番組『タモリ倶楽部』や『チャームミントタイム』で取り上げられた後に問い合わせが殺到し、ヒットに繋がる[4]。30万枚を売り上げた[5]が、印税契約をしていなかったためギャラは5万円に留まったという[5]。
- 1987年10月、北島音楽事務所に移籍。
- 1990年3月、「ランバダ」で再ブレイク。
- 1998年1月、北島音楽事務所から独立。オフィス・コジマ設立。女優やグラビアにも挑戦。
- 2000年、実姉が死去したのに伴い、実家の鉄工所の社長に就任し、ゴルフの研修生だった甥を引き取る[6]。（社長は7年務めた。）
- 2014年8月、自主レーベル「ややレコード」設立。11月7日、「ややレコード」からの第1弾シングル「夢 舞う 夢」発売。
- 2016年4月、NPO法人「文化・芸能・スポーツ人協会」設立。（2017年3月解散[7]）
- 2022年11月、音楽プロデューサー・キーボーディストの松原ひろしとの結婚を公表[8]。

## 出演映画
- 1980年3月『宇宙怪獣ガメラ』（小島八重子名義）
- 2018年『Tokyo Loss』（有栖川ノエル役）

## 出演番組
- ものまね王座決定戦（フジテレビ、1988年4月 - 1991年4月）
- 真夜中ギンギラ大放送（ラジオ関西）

## 作品
シングル
- 1986年1月「夜霧のハウスマヌカン」/「Gi Mi Gi Mi Time~微夜明け多忙人にささぐ」
- 1987年4月「砂に消えた涙」/「なぜかスターになっちゃった」
- 1987年11月「おとこ雪おんな雪」/「芝浦エレジー」
- 1988年9月「女冥利」/「ヒールを脱いで」
- 1990年3月「ランバダ」/「カリビアン・ラバーズ」
- 1990年12月「愛は切なくて」/「お別れ留守番電話」
- 1992年3月「ややの骨まで愛して」/「天使はNO THANK YOU!!」
- 1996年3月「だから…そうね」（ 山本譲二とのデュエット）/「漂流星-ながれぼし-」（ 山本譲二とのデュエット）
- 1996年10月「恋のDance to Dance 組曲」/「INTRO/ダンス・パーティー（カラオケ）」/「ムーンライト・ブルース（カラオケ）」/「情熱のタンゴ（カラオケ）」
- 1999年11月「顔がキライ」/「夜霧のハウスマヌカン」
- 2004年4月「わしたいい島」
- 2009年12月「いってらっしゃい」（ユニット『銀盤旅行』として）
- 2010年9月「硝子の季節」
- 2014年11月「夢 舞う 夢」

アルバム
- 1986年「HA・NA・MI・CHI~華道」
  - 1. 夜霧のハウスマヌカン
  - 2. なぜかスターになっちゃった
  - 3. OL ルンバ
  - 4. さよならけんじ
  - 5. 銀座の美容教師物語（バーブ佐竹とのデュエット）
  - 6. スチュワーデス小唄
  - 7. 涙のダブルブッキング
  - 8. 一っとき、きれて R＆B
  - 9. 夢は夜ひらく　全9曲

ベスト・アルバム
- 1990年８月「ベスト・ナウ　やや」
  - 1. ランバダ
  - 2. 砂に消えた涙
  - 3. おとこ雪おんな雪
  - 4. OLルンバ
  - 5. なぜかスターになっちゃった
  - 6. ヒールを脱いで
  - 7. さよならけんじ
  - 8. 夜霧のハウスマヌカン
  - 9. 女冥利
  - 10. スチュワーデス小唄
  - 11. 涙のダブルブッキング
  - 12. 芝浦エレジー
  - 13. 夢は夜ひらく
  - 14. カリビアン・ラヴァーズ　全14曲
- 1994年12月「Big Artist Best Collection」
  - 1. 夜霧のハウスマヌカン
  - 2. OLルンバ
  - 3. さよなら けんじ
  - 4. 銀座美容師物語（バーブ佐竹とのデュエット）
  - 5. スチュワーデス小唄～あら見ちゃった
  - 6. 涙のダブルブッキング
  - 7. 夢は夜ひらく
  - 8. 砂に消えた涙
  - 9. なぜかスターになっちゃった
  - 10. おとこ雪 おんな雪
  - 11. 芝浦エレジー
  - 12. 女冥利
  - 13. ヒールを脱いで
  - 14.ランバダ
  - 15.カリビアン・ラヴァーズ
  - 16.愛は切なくて （ア・ラヴァー・スパーンド）
  - 17.お別れ留守番電話
  - 18.ややの骨まで愛してパート2
  - 19.天使はノー・サンキュー!!　全19曲

## 受賞
- 1986年 第19回全日本有線放送大賞上半期 最優秀新人賞
- 1986年 第19回全日本有線放送大賞 優秀新人賞
- 1986年 第19回日本有線大賞 優秀新人賞
- 1986年 FNS歌謡祭 優秀新人賞
- 1986年 東芝EMIレコード ヒット賞